# Kazike (Spanien)
Unter einem Kaziken (span.: cacique) versteht man in Spanien einen Patron des Caciquismo genannten oligarchisch organisierten Klientelsystems (Klientelismus). Dieses Patronatssystem wurde systematisch insbesondere während des alfonsinischen Zeitalters (Herrschaft von Alfons XII. und Alfons XIII. 1874–1931) und vor allem im ländlichen Raum angewandt.
Der Kazike ist bzw. war eine sozial höhergestellte Persönlichkeit – zumeist ein Großgrundbesitzer, es konnte sich aber auch z. B. um den örtlichen Pfarrer oder einen Rechtsanwalt handeln –, welche das vorherrschende Analphabetentum oder die Unkenntnis über die eigenen Rechte gegenüber dem Staat in der Weise politisch instrumentalisierte, dass durch Ausübung von Druck gegenüber der vom Kaziken oft abhängigen Bevölkerung ein bestimmtes Wahlverhalten zugunsten des Kaziken oder des von ihm favorisierten Kandidaten gefordert wurde.
Während der alfonsinischen Periode trugen die Liberale und die Konservative Partei das System der konstitutionellen Monarchie der Bourbonen. Sie repräsentierten das Großbürgertum, Landbesitzer, den Adel und den Klerus und ihre lokalen Anführer waren in der Regel die einflussreichen Kaziken. Ende der 1870er Jahre kamen Liberale und Konservative zu einer Vereinbarung, sich turnusgemäß an der Regierung abzuwechseln. Die zu diesem System des gegenseitigen Machterhalts „passenden“ Wahlergebnisse wurden vor Ort durch die Kaziken sichergestellt.